# Australian Open 1983
L'Australian Open 1983 è stata la 72ª edizione dell'Australian Open e ultima prova stagionale dello Slam per il 1983. Si è disputato dal 29 novembre al 12 dicembre 1983 sui campi in erba del Kooyong Stadium di Melbourne in Australia.. Il doppio misto non si è disputato.

## Risultati

### Singolare maschile
Mats Wilander ha battuto in finale  Ivan Lendl con il punteggio di 6–3, 6–3, 6–2.

### Singolare femminile
Martina Navrátilová ha battuto in finale  Kathryn Jordan con il punteggio di 6–2, 7–6(5).

### Doppio maschile
Mark Edmondson /  Paul McNamee hanno battuto in finale  Steve Denton /  Sherwood Stewart con il punteggio di 6–3, 7–6.

### Doppio femminile
Martina Navrátilová /  Pamela Shriver hanno battuto in finale  Anne Hobbs /  Wendy Turnbull con il punteggio di 6–4, 6–7, 6–2.

### Doppio misto
Il doppio misto non è stato disputato tra il 1970 e il 1985.

## Junior

### Singolare ragazzi
Stefan Edberg ha battuto in finale  Simon Youl con il punteggio di 6–4, 6–4
- Con questa vittoria Edberg completa il Grande Slam junior, l'unico nella storia. Butch Buchholz completò il Grande Slam nel 1958, ma gli US Open junior in quell'anno erano solo un evento di esibizione.

### Singolare ragazze
Amanda Brown ha battuto in finale  Bernadette Randall con il punteggio di 7–6, 6–3

### Doppio ragazzi
Jamie Harty /  Desmond Tyson hanno battuto in finale  Darren Cahill /  Anthony Lane con il punteggio di 3–6, 6–4, 6–3

### Doppio ragazze
Bernadette Randall /  Kim Staunton hanno battuto in finale  Jenny Byrne /  Janine Thompson con il punteggio di 3–6, 6–3, 6–3